# FULL BLOOM
《FULL BLOOM》是韩国女子音乐组合Kara的第四张錄音室專輯。2013年9月2日由LOEN Entertainment代理發行。

## 概括
- 繼去年8月發行的迷你5輯 “Pandora" 後，Kara 將在9月發表正規四輯進行時隔一年的回歸。2013年8月12日，透過官方 Facebook 發表首波回歸概念照。成員們以帥氣的男裝造型亮相，全新的形象獲得粉絲們的關注，好奇此次的音樂風格。
- 回歸 Showcase 將在9月2日於首爾 UNIQLO-AX Hall 舉行，慶祝專輯發行。而這次的 Showcase 上也會有前陣子公開的概念照中，融合了男子氣概與女性氣息的造型，整場活動亦會透過 Naver 線上播出。
- 2013年8月16日，所屬公司 DSP Media 上午公開內容這次的主打歌為 《Damaged Lady (숙녀가 못 돼)》，以及她們將在8月21日率先發表先行曲《Runway (둘 중에 하나)》 的消息。
- 2013年8月21日，透過youtube公開先行曲《Runway (O둘 중에 하나)》部分音源，這首歌描述對於心已經不在自己身上的戀人，悲痛卻遲遲無法放手的心情，最後決定忍痛分開後，眼眶中的淚水卻不受控制的流下，引起許多女性共鳴。Kara 成員們在 MV 中以簡單的衣著及淡妝現身，清純的樣子頗受好評之外，在表現悲傷哀痛的心情時，她們也完美演出哭戲，表現相當自然。
- 2013年8月22'23日，陸續公開第二、三波宣傳概念照。第二波概念照，成員們穿上純白、充滿女人味的禮服，加上有著白皙的肌膚、烏黑的頭髮，就像是童話故事中的白雪公主。尤其這次的公主概念照與日前的男裝造型有著180度的風格轉變，而回歸主打歌名又是 “Damaged Lady (숙녀가 못 돼 / 無法成為淑女)”，因此讓人更加好奇這次回歸的風格。 第三波概念照。在以「THE QUEEN」命名的相簿裡，上傳成員們穿搭華麗服飾、飾品的照片，高雅貴氣的模樣，就如同真的女王一般。
- 2013年8月26日，官方今天公開了主打歌《숙녀가 못 돼 (Damaged Lady)》 首波 MV 預告！預告中可以看到 KARA 成員們幾種不同的面貌，像是大家髮型都一樣的男裝版造型，也有穿著黑色宣傳服充滿強烈形象的樣子。MV 預告的畫面以原本的畫面搭上 “KARA4″ 的造型字與閃爍的燈光變換，讓整部預告看起來不僅張力十足，也相當緊湊。
- 2013年8月28日，《숙녀가 못 돼 (Damaged Lady)》 第二波 MV 預告，成員每個人為女王造型，眼神霸氣十足。
- 2013年8月20日，《숙녀가 못 돼 (Damaged Lady)》 第三波 MV 預告登場。
- 2013年9月2日，《숙녀가 못 돼 (Damaged Lady)》 正式公開完整版MV，宣告回歸韓國歌壇，橫掃各大音樂網站。此MV中有許多造型，精明幹練的無袖襯衫與西裝褲、甜美的晚宴小禮服、可愛又不失帥勁的全西裝造型，或是非常具有魄力的皇后風格，MV內容搭配歌詞，感受到 Kara 所展現出來的、女性的魄力。而當晚於於首爾 UNIQLO-AX Hall 舉行SHOWCASE，由NAVER現場直播，表演新曲。
- 2013年9月5日，首場COMEBACK秀於M!CountDown正式登台演出。

## 收錄曲
| 曲序     | 曲目                                |                        | 作曲                           | 编曲                           | 时长  |
| -------- | ----------------------------------- | ---------------------- | ------------------------------ | ------------------------------ | ----- |
| 1.       | 둘 중에 하나（Runaway）             | 심은지, 김희영         | 심은지, 이민영                 | 심은지, 이민영                 | 3:22  |
| 2.       | 숙녀가 못 돼（Damaged Lady）        | 송수윤                 | 한재호, 김승수, 이창현         | 한재호, 김승수, 이창현, 홍승현 | 3:05  |
| 3.       | 1+1                                 | 배진렬                 | 배진렬, 홍주희                 | 배진렬                         | 3:35  |
| 4.       | In The Game                         | 노는 어린이 , 황금두현 | 노는 어린이 , 황금두현, 심만주 | 노는 어린이 , 황금두현, 심만주 | 3:12  |
| 5.       | Follow Me                           | 박혜수                 | NODAY, LAST NITE, 유선균       | NODAY, LAST NITE, 유선균       | 3:10  |
| 6.       | Smoothie                            | 이기, 짱가, 노주환     | 이기, 짱가, 노주환             | 이기, 짱가, 노주환             | 3:31  |
| 7.       | 2Night                              | 영광의 얼굴들          | 영광의 얼굴들                  | 영광의 얼굴들, GENTLEMAN       | 3:06  |
| 8.       | 둘 중에 하나（Runaway）(Inst.)      | 심은지, 김희영         | 심은지, 이민영                 | 심은지, 이민영                 | 3:22  |
| 9.       | 숙녀가 못 돼（Damaged Lady）(Inst.) | 송수윤                 | 한재호, 김승수, 이창현         | 한재호, 김승수, 이창현, 홍승현 | 3:05  |
| 总时长： | 总时长：                            | 总时长：               | 总时长：                       | 总时长：                       | 29:27 |

## 奖项

### 歌曲节目奖项
| 年份   | 日期    | 電視台 | 節目名稱      | 獲獎歌曲     | 排名               |
| ------ | ------- | ------ | ------------- | ------------ | ------------------ |
| 2013年 | 9月13日 | KBS    | Music Bank    | Damaged Lady | 1位                |
| 2013年 | 9月18日 | MBC    | Show Champion | Damaged Lady | 1位(Champion Song) |
| 2013年 | 9月25日 | MBC    | Show Champion | Damaged Lady | 1位(Champion Song) |